# John Dudley

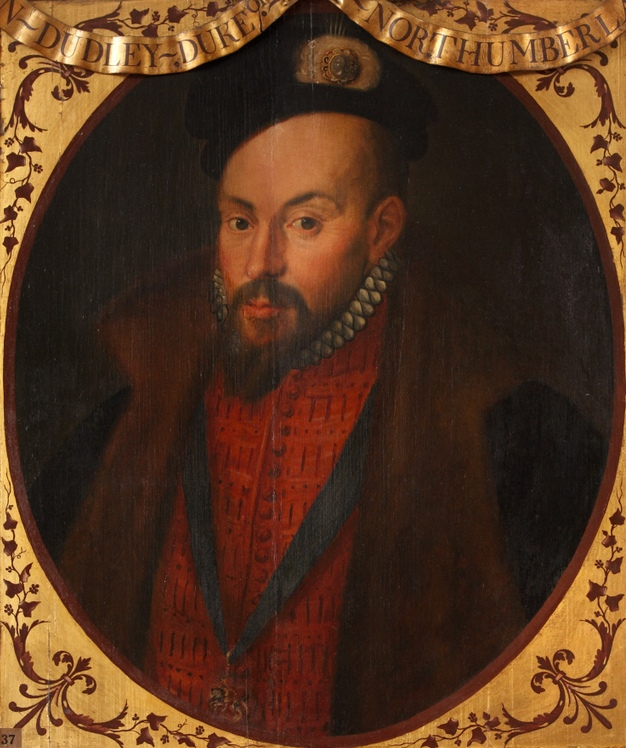
John Dudley.

John Dudley, hertog van Northumberland (1504 - Londen, 22 augustus 1553) was een Engelse edelman en van 1549 tot 1553 de facto regent van het land.

## Levensloop

### Jeugd, huwelijk en opkomst
John Dudley was de oudste zoon van Edmund Dudley, financieel adviseur van koning Hendrik VII van Engeland, uit diens tweede huwelijk met Elizabeth Grey, dochter van Edward Grey, burggraaf Lisle. Na de dood van Hendrik VII in 1509 liet de nieuwe koning Hendrik VIII de gehate Edmund Dudley in 1510 wegens verraad ter dood veroordelen en onthoofden. 
Na de executie van zijn vader groeide John op in het huishouden van Sir Edmund Guildford. In 1525 huwde John Dudley met diens dochter en erfgename Jane Guildford (1508/1509-1555), met wie hij dertien kinderen zou krijgen:
- John (1527-1554), graaf van Warwick, huwde in 1550 met Anne Seymour, dochter van Edward Seymour, hertog van Somerset
- Ambrose (1530-1590), graaf van Warwick, huwde eerst in 1549 met Anne Worthwood, daarna in 1553 met barones Elizabeth Tailboys en ten slotte in 1565 met Anne Russell, dochter van Francis Russell, graaf van Bedford
- Henry (1531-1557), huwde met Margaret Audley, dochter van baron Thomas Audley
- Robert (1532-1588), graaf van Leicester, huwde in 1550 met Amy Robsart
- Guildford (1535-1554), huwde in 1553 met Jane Grey, korte tijd koningin van Engeland
- Mary (1530/1535-1586), huwde in 1551 met Sir Henry Sydney
- Catherine (1543/1545-1620), huwde in 1553 met Henry Hastings, graaf van Huntingdon
- Henry, jong gestorven
- Thomas, jong gestorven
- Charles, jong gestorven
- Temperance, jong gestorven
- Margaret, jong gestorven
- Catherine, jong gestorven

Zijn moeder was na de executie van haar man hertrouwd met Arthur Plantagenet, oom van de koning. Ook zijn schoonvader was een belangrijk man aan het koninklijk hof, hetgeen John Dudley carrièremogelijkheden bood. Hij werd commandant van het Engelse leger aan de grens met Schotland en bewaakte als viceadmiraal de zee. In 1542 benoemde koning Hendrik VIII hem tot Lord High Admiral en werd hij opperbevelhebber van de marine. Bovendien kreeg hij datzelfde jaar de titel van burggraaf Lisle, die ook al werd gedragen door zijn grootvader langs moederkant. Toen Engeland in 1544 in oorlog was met Frankrijk slaagde Dudley erin enkele zeeslagen in het Kanaal te winnen, waardoor hij in hoog aanzien bij de koning kwam.
De op dat moment al zwaar zieke Hendrik VIII stelde John Dudley op 30 december 1546 aan als lid van de zestienkoppige regentenraad die namens zijn minderjarige zoon Eduard Engeland zou besturen. Op 28 januari 1547 stierf de koning. Edward Seymour, oom van de kroonprins, hield zijn overlijden geheim zolang niet duidelijk was of hij als Lord Protector de Koninklijke Raad zou leiden. Nadat Edward Seymour deze functie had gekregen, werd hij op 4 februari 1547 benoemd tot hertog van Somerset en dezelfde dag kreeg John Dudley de titel van graaf van Warwick. Zijn functie van Lord High Admiral moest hij echter afstaan aan Thomas Seymour, de jongere broer van de Lord Protector. Als Lord Lieutenant van de Protector ondersteunde Dudley Edward Seymour bij de campagne tegen Schotland. In september 1547 versloeg hij de Schotten in de Slag bij Pinkie Cleugh.
In de zomer van 1549 braken in Engeland onlusten uit als gevolg van het beleid van de regentenraad en religieuze problemen. In Norfolk leidde leerlooier Robert Kett een opstand van 16.000 rebellen, die vergeefs hoopten dat Edward Seymour hen zou steunen in hun strijd tegen de plaatselijke adel. Die stuurde eerst William Parr naar Norfolk om de opstand neer te slaan, maar nadat die niet slaagde in zijn opdracht, werd John Dudley met troepen naar Norfolk gestuurd. Het boerenleger van Kett werd vernietigend verslagen in de Slag bij Dussindale.

### De factoregent
Al na enkele maanden stonden de eerste kritische stemmen op tegen de onbeperkte heerschappij van Edward Seymour, die ook een slechte band had met koning Eduard VI. Talrijke leden van de regentenraad, zoals aartsbisschop van Canterbury Thomas Cranmer, begonnen zich openlijk te verzetten tegen Seymour en schaarden zich achter Dudley, die een soort paleisrevolutie aanvoerde. Edward Seymour bracht de koning op 6 oktober 1549 voor zijn veiligheid naar Windsor Castle, maar die werd een week later omsingeld door de troepen van Dudley. Seymour en zijn ambitieuze echtgenote werden vervolgens opgesloten in de Tower.
John Dudley riep zichzelf uit tot Lord President of the Council'. Hij zag af van de titel van Lord Protector, maar bezette toch alle sleutelposities in de regering. Zonder dat het opviel had hij de volledige macht in handen. Op 10 februari 1550 nam hij Seymour terug op in de Koninklijke Raad en enkele maanden later werd de verzoening tussen beide heren bezegeld met het huwelijk van Dudleys oudste zoon met Seymours dochter Anne. Als regent beëindigde Dudley de dure oorlogen tegen Frankrijk en Schotland en regelde hij de verloving van koning Eduard VI met Elisabeth van Valois, dochter van koning Hendrik II van Frankrijk. Ook ondersteunde hij het radicale protestantisme en forceerde hij de onteigening van de Katholieke Kerk. Op die manier belichaamde hij de in die tijd onder de hoge adel zeer populaire praktijk van grondspeculatie, waarbij de onteigende kerkgoederen het doelwit waren. Ook werden protestantse bisschoppen pas na verschillende materiële giften in hun ambt geïnstalleerd.
Op 11 oktober 1551 werd Dudley door koning Eduard VI tot hertog van Northumberland benoemd. Enkele dagen later liet hij Edward Seymour arresteren, die na een proces wegens hoogverraad in januari 1552 de doodstraf kreeg en onthoofd werd op Tower Hill. Dudley was ook steeds vaker betrokken bij beslissingen van de Koninklijke Raad en ontwikkelde een nauwe persoonlijke band met de opgroeiende koning. Daarnaast bevorderde hij de zeevaart door in 1552 een gezelschap op te richten die de expeditie van Richard Chancellor om een noordoostelijke weg naar Amerika te vinden ondersteunde. Chancellor bereikte de Witte Zee en ging voor anker in Cholmogory, van waaruit hij doorreisde naar Moskou. Daar lag het door Dudley opgerichte gezelschap in 1555 aan de basis van de Moskovische Handelscompagnie. Tegelijk probeerde hij het verval van de Engelse vloot tegen te gaan, waar hij echter niet in slaagde. Op zijn initiatief werd ook een scheepswerf gebouwd nabij Chatham, aan de oevers van de Medway-rivier.

### Aanpassing van de troonsopvolging
In het voorjaar van 1553 stelde de aan tuberculose lijdende Eduard VI een testament op waarin hij zijn halfzussen Maria en Elizabeth I uitsloot van de troonsopvolging en Lady Jane Grey, een achternicht van zijn vader, als opvolgster aanwees. Zo wilde Eduard verhinderen dat er een katholiek op de troon zou komen. Op 21 mei 1553 huwde Jane Grey met Johns zoon Guilford Dudley. John Dudley zelf had aanvankelijk zijn twijfels over de zet van Eduard, maar ging uiteindelijk toch akkoord met zijn plannen.

### Val en executie
Dudley dwong prinses Elizabeth om afscheid te nemen van haar stervende halfbroer Eduard VI, maar uit vrees om gearresteerd te worden ging ze niet in op zijn bevel. Nadat de koning op 6 juli 1553 was overleden, hield Dudley zijn overlijden geheim en zond troepen uit om Maria Tudor te arresteren, die ook niet aan het sterfbed van haar halfbroer was verschenen. Dudley aarzelde echter te lang, Maria was gewaarschuwd en wist zich tijdig in veiligheid te brengen door naar Norfolk te vluchten. Op 9 juli werd Jane Grey tot koningin geproclameerd.
Ondertussen verzamelde Maria haar aanhangers en liet zich op 10 juli in Norfolk tot koningin uitroepen.  Dudley trok vervolgens op bevel van Jane Grey met een leger naar Norfolk. Onderweg viel het leger uit elkaar; heel wat soldaten deserteerden of liepen over naar de zijde van Maria. Jane trad af op 19 juli. Het volk durfde Maria's legitimiteit niet in twijfel te trekken. De regentschapsraad van Eduard VI gebruikte Dudleys aanwezigheid dan weer om hem ten val te brengen. Op 18 juli werd hij in Cambridge gearresteerd. Vervolgens onderwierp de Koninklijke Raad zich aan Maria. Terwijl Dudley naar de Tower werd overgebracht, kwam het tot spontane protesten bij de Londense bevolking, die hem bekogelde met stenen en afval. Na zijn proces voor verraad, waarbij zijn vroegere collega's in de regentenraad over hem oordeelden, bekeerde hij zich op aanraden van bisschop van Winchester Stephan Gardiner opnieuw tot het katholicisme. Hij hoopte zo zijn leven te sparen, maar zonder succes. Op 22 augustus 1553 kwam hij op het schavot, waar hij na berouw te hebben getoond en een geestrijke toespraak te hebben gehouden, voor een enorme mensenmassa werd onthoofd.
- Bibliothèque nationale de France: cb135425949 (data)
- Gemeinsame Normdatei: 119483963
- International Standard Name Identifier: 0000 0000 6675 0542
- Library of Congress Control Number: n50038640
- Nationale Bibliotheek van Israël: 987007266034705171
- Nederlandse Thesaurus van Auteursnamen: 159829038
- Istituto Centrale per il Catalogo Unico: BVEV113228
- SNAC: w6nw45kw
- Système universitaire de documentation: 137976690
- Virtual International Authority File: 10657018
- WorldCat: E39PBJxhfTdkFvVpM3VQQvyyBP